# Godwin (prénom)
Pour les articles homonymes, voir Godwin.
Godwin est un prénom masculin anglais.

## Étymologie
Godwin dérive de l'anthroponyme anglo-saxon Godwine (vieil anglais : Godƿin), composé de l'élément god (lui-même dérivé du proto-germanique *gudą) signifiant « dieu », et de l'élément wine (proto-germanique : *winiz) signifiant « ami ».

## Popularité
Tombé en désuétude comme la plupart des anthroponymes anglo-saxons après la conquête normande de l'Angleterre, il revient à la mode dans le monde anglo-saxon au XIXe siècle mais reste peu fréquent.
En dehors des pays anglo-saxons, le prénom Godwin se rencontre surtout en Afrique anglophone, notamment au Nigéria.

## Personnages historiques
Par ordre chronologique
- Godwin de Stavelot (mort en 690), abbé bénédictin de Stavelot en actuelle Belgique ;
- Godwin (mort vers 1013), évêque anglo-saxon de Rochester ;
- Godwin (mort après 1017), évêque anglo-saxon de Lichfield ;
- Godwin (mort entre 1046 et 1058), évêque anglo-saxon de Rochester ;
- Godwin de Wessex (mort en 1053), noble anglo-saxon, deuxième personnage le plus puissant du royaume d'Angleterre après le roi sous le règne d'Édouard le Confesseur.

## Personnalités contemporaines
Par ordre alphabétique
- Godwin Abadaki (en) (né en 1993), joueur de football international nigérian ;
- Godwin Abbe (en) (né en 1949), militaire et homme politique nigérian ;
- Godwin Antwi (en) (né en 1988), joueur de football international ghanéen ;
- Godwin Attram (né en 1980), footballeur international ghanéen ;
- Godwin Brumowski (1889–1936), pilote autrichien de l'armée austro-hongroise, as de l'aviation lors de la Première Guerre mondiale ;
- Godwin Michelmore (en) (1894–1982), militaire britannique ;
- Godwin Obasogie (né en 1954), athlète nigérian ;
- Godwin Odiye (né en 1956), joueur de football international nigérian ;
- Godwin Okpara (né en 1972), joueur de football international nigérian ;
- Godwin Turk (en) (né en 1950), joueur de football américain.

- Pour l'ensemble des articles sur les personnes portant ce prénom, consulter :
  - la liste des articles dont le titre commence par ce prénom
  - les listes produites par Wikidata : Liste des personnes de prénom « Godwin » — même liste en incluant les éventuels prénoms composés qui contiennent « Godwin ».